# Kaposvár
Kaposvár ([ˈkɒpoʃvaːɾ]) est la capitale du comitat Somogy en Hongrie. La ville est située à environ 185 km de Budapest, sur la rivière Kapos. Elle compte environ 75 000 habitants. Les invasions, en particulier par les Ottomans et les Habsbourg ont été si dévastatrices qu'ils ne reste pratiquement aucune construction antérieure à 1900.

## Histoire

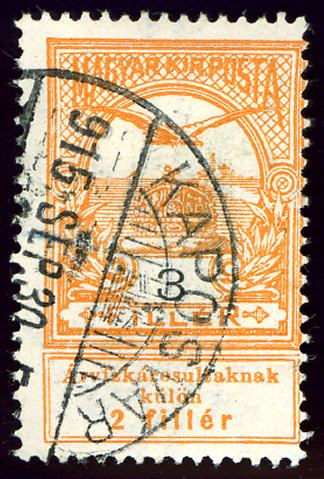
Timbre du Royaume de Hongrie, 2 fillér en aide aux victimes de la guerre, 1915.

La ville est prise par les Turcs en 1555 et 1654.
Depuis la fin de l'occupation ottomane (1686) jusqu'en 1918, la ville fait partie de la monarchie autrichienne (empire d'Autriche), dans la province de Hongrie en 1850 ; après le compromis de 1867, évidemment  dans la Transleithanie, au Royaume de Hongrie. Chef-lieu du comitat de Somogy depuis 1749, le bourg ne compte que 2300 habitants vers 1850.

## Géographie
Kaposvár est située sur les deux rives de la rivière Kapos, dans la région des collines de Transdanubie, entre les pentes du Zselic. 
Dans sa partie sud se trouve le zone de protection paysagère du Zselic.

## Population
| 1850  | 1890   | 1900   | 1910   | 1920   | 1930   |
| ----- | ------ | ------ | ------ | ------ | ------ |
| 4 638 | 12 544 | 18 630 | 24 572 | 30 096 | 33 226 |

| 1941   | 1949   | 1960   | 1970   | 1980   | 1990   |
| ------ | ------ | ------ | ------ | ------ | ------ |
| 33 515 | 33 535 | 43 428 | 60 937 | 72 374 | 71 788 |

| 2001   | 2011   | 2022   | - | - | - |
| ------ | ------ | ------ | - | - | - |
| 68 697 | 66 245 | 59 260 | - | - | - |

## Transports

### Réseau routier
Kaposvár est le carrefour de routes nationales et départementales. 
Kaposvár est accessible depuis Budapest par l'autoroute M7, depuis Balatonszemes par la route principale 67 et par l'autoroute M6.
Kaposvár est reliée à Dunaföldvár par la route 61, Pécs est accessible par la route 66, Nagykanizsa et Dombóvár par la route 61, et Balaton et Szigetvár par la route 67.

### Transport ferroviaire
Kaposvár est reliée à la capitale par la ligne Budapest-Dombóvár-Pécs et depuis Dombóvár par la ligne de Dombóvár à Gyékényes.
Il y a des trains fréquents à destination de Gyékényes, Nagykanizsa et Dombóvár, d'où on peut rejoindre Pécs en train.
Le lac Balaton est accessible par la ligne de Kaposvár à Siófok et par la ligne de Kaposvár à Fonyód.
Kaposvár compte six gares et arrêts ferroviaires. 
La gare de Kaposvár (hu) est au centre-ville, située à proximité de la gare routière locale et de la gare routière longue distance. Il y a des arrêts plus petits dans différentes parties de la ville : Kaposszentjakab (hu), Tüskevár, Répáspustán, Toponár et Kaposfüred.

## Économie
Kaposvár est restée une ville industrielle et abrite des entreprises telles que l'entreprise autrichienne de construction de maisons Wolf System, l'entreprise agricole hongroise KITE et le producteur de textile turc Metyx. et la seule usine sucrière du pays Magyar Cukor Zrt,,
,.

## Télévision et radio
La ville héberge deux télévisions locales : Kapos TV et Somogy TV, ainsi que deux radios : Enjoy Rádió et  Kapos Rádió.

## Sport

### Équitation
- Académie équestre de Kaposvár

### Football
- Kaposvári Rákóczi FC

### Volley-ball
- Kométa Kaposvár

## Personnalités liées à la commune
- Ferenc Csik (1913-1945), champion olympique de natation
- Terka Csillag, actrice de théâtre hongroise
- Róbert Gyula Cey-Bert écrivain, psychosociologue, historien de l'alimentation
- Gyula Toki Horváth, violoniste tzigane
- Moritz Kaposi, médecin hongrois
- Imre Nagy, personnalité politique hongroise
- József Rippl-Rónai, artiste hongrois
- Tamás Szabó Kimmel, acteur hongrois
- János Vaszary, peintre hongrois
- Irène Zilahy, actrice hongroise

## Jumelages
La ville de Kaposvár est jumelée avec :
| Ville | Ville                     | Pays | Pays               | Période     |
| ----- | ------------------------- | ---- | ------------------ | ----------- |
|       | Bath                      |      | Royaume-Uni        | depuis 1989 |
|       | Cần Thơ                   |      | Viêt Nam           | depuis 2017 |
|       | Darkhan                   |      | Mongolie           | depuis 1973 |
|       | Glinde                    |      | Allemagne          | depuis 1990 |
|       | Koprivnica                |      | Croatie            | depuis 1995 |
|       | Miercurea-Ciuc            |      | Roumanie           | depuis 1990 |
|       | Mostar                    |      | Bosnie-Herzégovine | depuis 2008 |
|       | Rauma                     |      | Finlande           | depuis 1991 |
|       | Saint-Sébastien-sur-Loire |      | France             | depuis 2002 |
|       | Schio                     |      | Italie             | depuis 1990 |
|       | Tver                      |      | Russie             | depuis 1995 |
|       | Villach                   |      | Autriche           | depuis 1991 |
|       | Üsküdar                   |      | Turquie            | depuis 2013 |

Kaposvár entretient aussi des relations privilégiées, sans aucun accord formel, avec :
- Villach (Autriche) depuis 1991
- Mostar (Bosnie-Herzégovine) depuis 2007

## Galerie

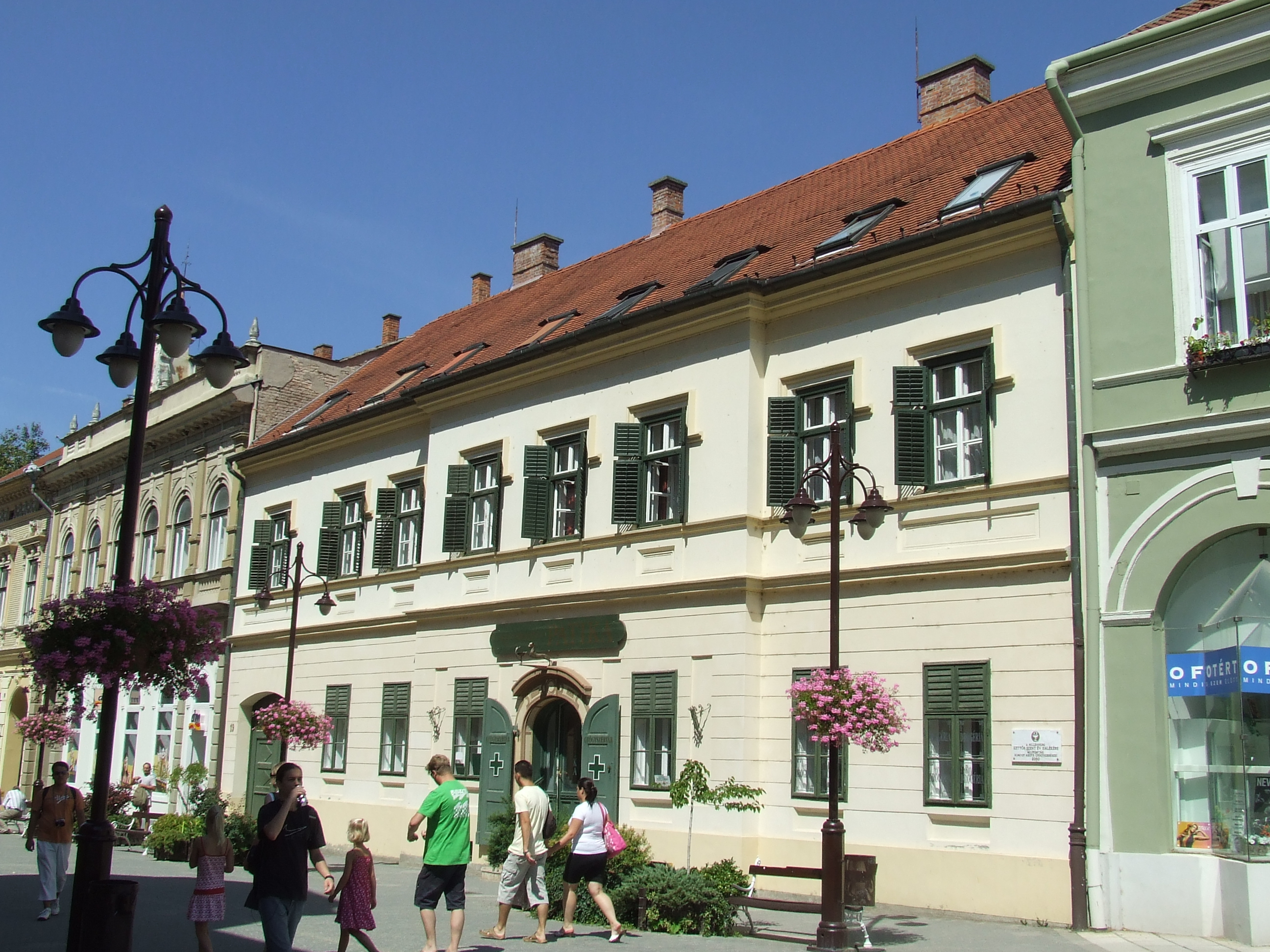
La pharmacie Arany Oroszlán (« Lion d'or ») fondée en 1781.
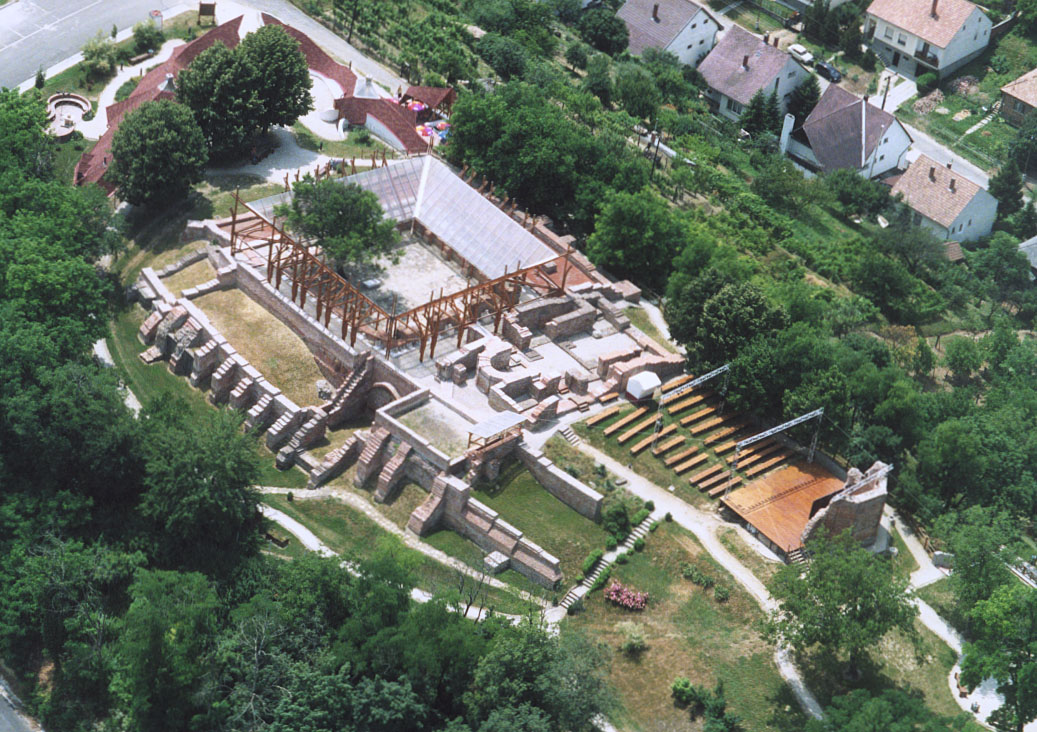
L'abbaye de Zselicszentjakab.
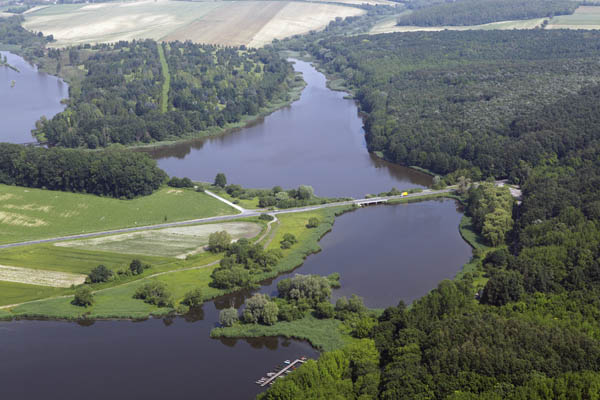
Lac Desseda.